# NGC 5256
NGC 5256 zijn twee interagerende sterrenstelsels in het sterrenbeeld Grote Beer. De sterrenstelsels liggen ongeveer 369 miljoen lichtjaar van de Aarde verwijderd en werden op 12 mei 1787 ontdekt door de Duits-Britse astronoom William Herschel.

## Synoniemen
- UGC 8632
- IRAS 13362+4831
- MCG 8-25-31
- ZWG 246.21
- MK 266
- 1ZW 67
- KCPG 388A
- PGC 48192